# Hněvětice

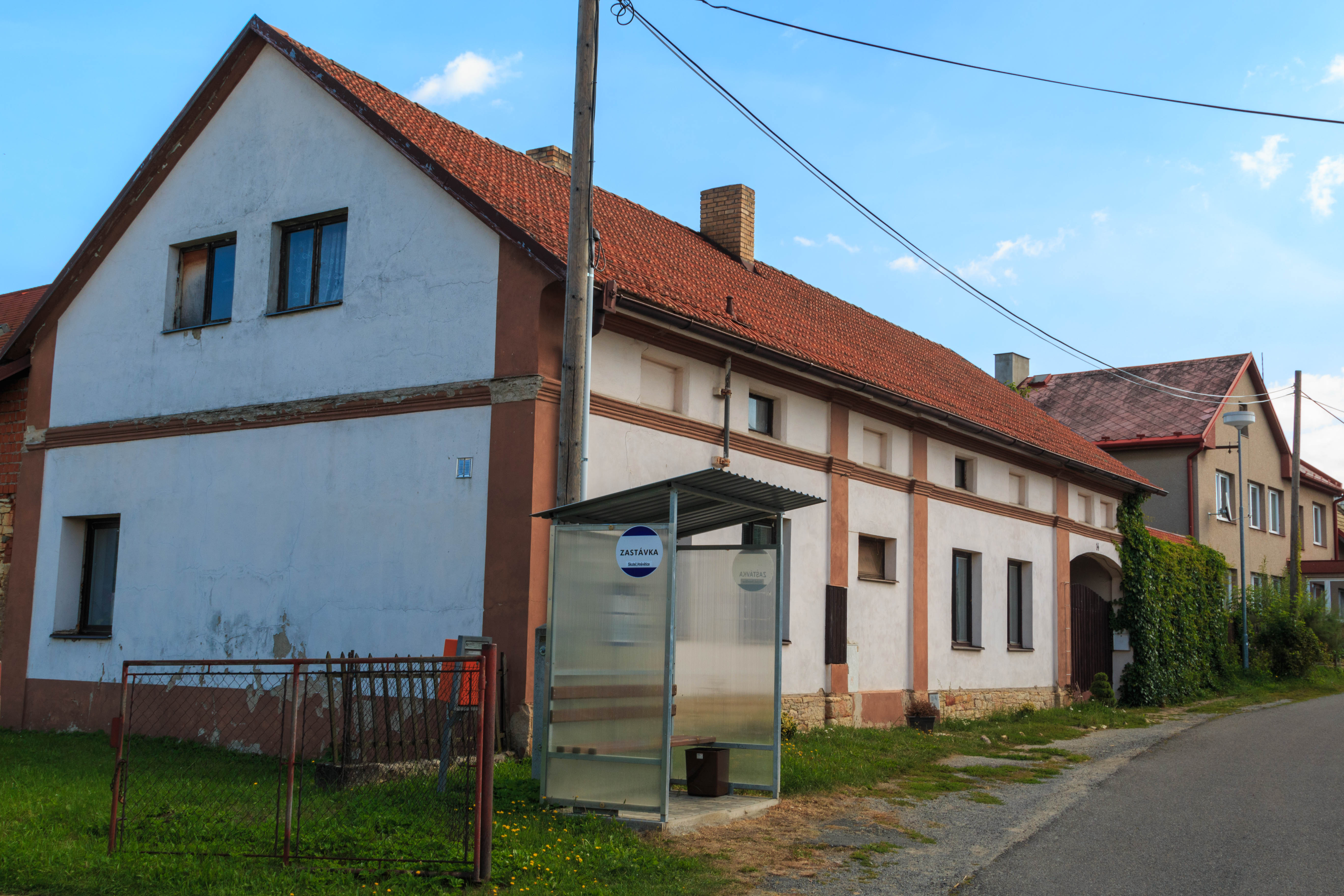
Haus Nr. 14

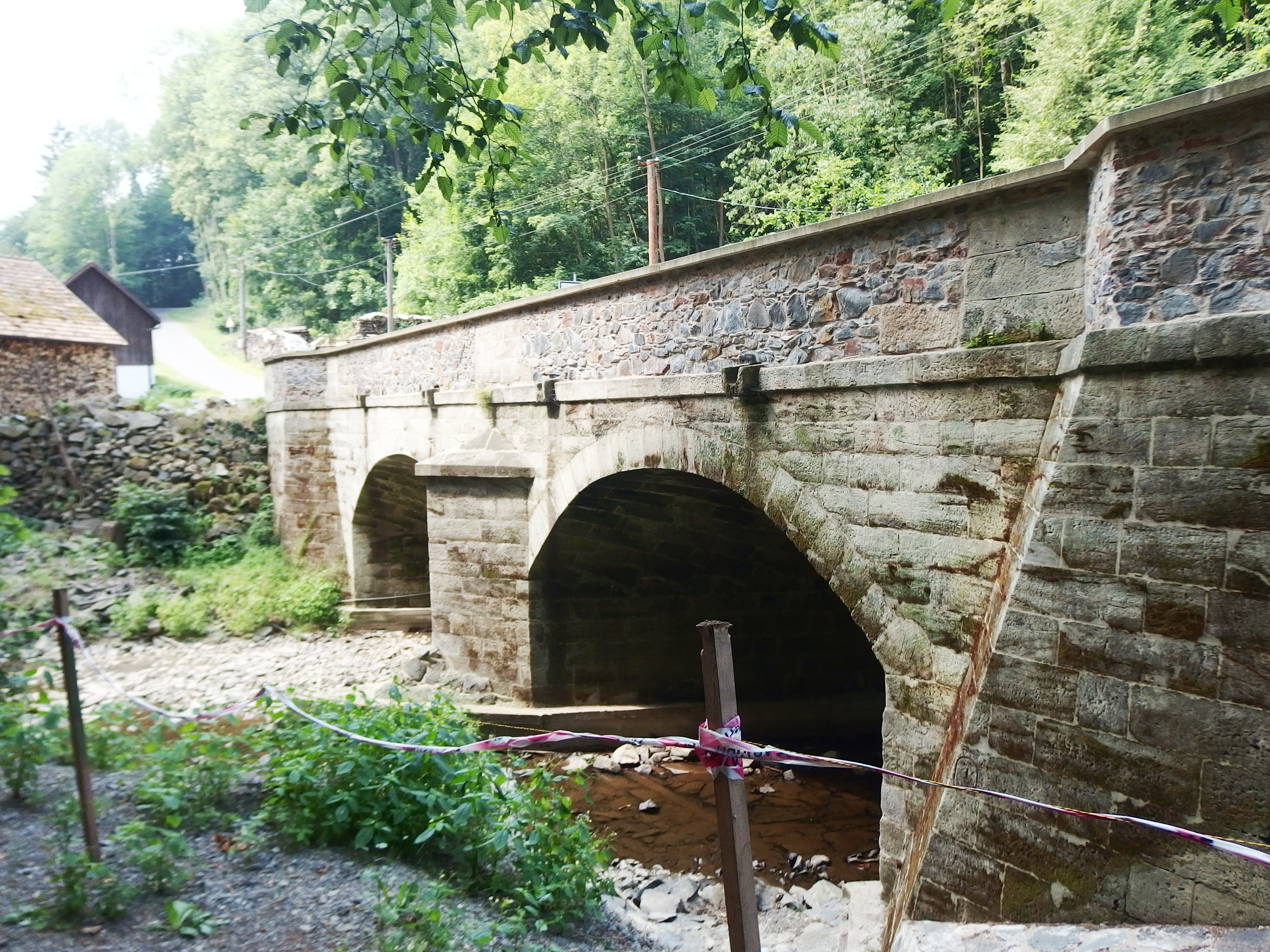
Brücke über die Krounka im Šilinkův důl

Hněvětice (deutsch Hniewietitz) ist ein Ortsteil der Stadt Skuteč in Tschechien. Er liegt fünf Kilometer östlich von Skuteč und gehört zum Okres Chrudim.

## Geographie
Hněvětice befindet sich rechtsseitig über dem Šilinkův důl der Krounka in der Skutečská pahorkatina (Skutscher Hügelland). Nordöstlich erhebt sich der Na Borůvčí (467 m n.m.), im Osten die V Končinách (477 m n.m.) und der Macháčkův kopec (509 m n.m.) sowie im Nordwesten die Heráně (453 m n.m.). Nordwestlich des Dorfes liegt die Burg Rychmburk.
Nachbarorte sind Oborský Mlýn und Borek im Norden, Hluboká und Březiny im Nordosten, Dudychov und Zderaz im Osten, Perálec, Podměstí, Proseč und Záboří im Südosten, Kutřín, Na Volavkách und Miřetín im Süden, Ochoz, Pangrotka und Lešany im Südwesten, Předhradí im Westen sowie Zbožnov im Nordwesten.

## Geschichte
Die erste urkundliche Erwähnung des Dorfes erfolgte 1392 in der Landtafel, als Smil Flaška von Pardubitz die Richenburg mit den zugehörigen 62 Dörfern an Otto von Bergow und Boček II. von Podiebrad übergab. Während der Hussitenkriege bildete sich in Hněvětice eine utraquistische Gemeinde mit eigenem Bethaus. Nach der Schlacht am Weißen Berg wurde der Priester der Böhmischen Brüder aus Hněvětice vertrieben und die Kollatur der katholischen Pfarrei Skuteč übertragen. Die Pfarrei Hněvětice wurde nie wieder besetzt und erlosch. Ein Teil der Bewohner blieb auch nach der Rekatholisierung protestantisch. Zum Ende des 17. Jahrhunderts entstand in Hněvětice eine Rychta, zu deren Zuständigkeitsbereich auch die Dörfer Zhoř, Kutřín, Borek und den Richenburger Anteil von Hluboká umfasste.
Im Jahre 1835 bestand das im Chrudimer Kreis gelegene und aus zwei Abteilungen bestehende Dorf Hniewietitz aus 27 Häusern, in denen 181 Personen lebten. Von Hniewietitz führte eine Allee zur Richenburg. Katholischer Pfarrort war Richenburg, die Protestanten waren dem Pastorat Prosetsch zugeteilt. Bis zur Mitte des 19. Jahrhunderts blieb Hniewietitz der Herrschaft Richenburg untertänig.
Nach der Aufhebung der Patrimonialherrschaften bildete Hněvětice ab 1849 mit den Ortsteilen Borek und Zhoř eine Gemeinde im Gerichtsbezirk Skutsch. Ab 1868 gehörte die Gemeinde zum politischen Bezirk Hohenmauth. 1869 hatte Hněvětice 184 Einwohner und bestand aus 29 Häusern. 1880 lebten in Hněvětice 246 Personen, im Jahre 1900 waren es 239. 1930 hatte das Dorf 214 Einwohner. 1949 wurde Hněvětice dem neu gebildeten Okres Hlinsko zugeordnet, seit 1961 gehört das Dorf zum Okres Chrudim. Am 1. Juli 1985 wurde Hněvětice zusammen mit seinen Ortsteilen Borek und Zhoř nach Skuteč eingemeindet. Beim Zensus von 2001 lebten in den 41 Häusern von Hněvětice 65 Personen. Am 4. Juni 2005 wurde auf der Hochfläche Na Borůvčí am Weg nach Hluboká der Aussichtsturm Borůvka eröffnet.

## Ortsgliederung
Der Katastralbezirk Hněvětice umfasst die Ortsteile Borek, Hněvětice und Zhoř. 

## Sehenswürdigkeiten
- Šilinkův důl der Krounka, es ist Teil des Naturparks Údolí Krounky a Novohradky
- Steinerne Straßenbrücke über die Krounka nach Předhradí, Kulturdenkmal
- Aussichtsturm Borůvka, er ist der dritte vom Gemeindeverband Toulovcovy Maštale realisierte Aussichtsturm. Die Holz-Metall-Konstruktion hat eine Höhe von 18,5 m, die Aussichtsplattform befindet sich in 15 m Höhe.[3]
- Steinernes Kreuz